# Valeri Rezanțev
Valeri Rezanțev (n. 8 octombrie 1946, Stalinogorsk, RSFS Rusă, URSS) este un luptător sovietic, medaliat olimpic. A participat la 2 ediții ale Jocurilor Olimpice (1972, 1976) în care a câștigat două medalii de aur.